# Mesacanthion audax
Mesacanthion audax är en rundmaskart som först beskrevs av E. Ditlevsen 1918.  Mesacanthion audax ingår i släktet Mesacanthion och familjen Enoplidae. Arten är reproducerande i Sverige. Inga underarter finns listade i Catalogue of Life.